# Soyuz TMA-15
Soyuz TMA-15 foi uma missão da Soyuz à Estação Espacial Internacional (EEI), tendo sido a 102ª missão tripulada do programa Soyuz. O lançamento ocorreu em 27 de maio de 2009. O pouso ocorreu em 1° de dezembro de 2009, nas estepes do Cazaquistão.

## Tripulação
| Posição             | Astro/Cosmonauta |
| ------------------- | ---------------- |
| Comandante          | Roman Romanenko  |
| Engenheiro de voo 1 | Frank De Winne   |
| Engenheiro de voo 2 | Robert Thirsk    |

## Parâmetros da Missão
- Massa: 7.250 kg
- Perigeu: 344 km
- Apogeu: 354 km
- Inclinação: 51,60°
- Período orbital: 91,50 minutos

## Missão
A nave transportou os integrantes da Expedição 20 a EEI, o cosmonauta Roman Romanenko e os astronautas, Frank De Winne e Robert Thirsk, que depois passaram a compor a Expedição 21. A nave ficou acoplada à EEI durante toda a duração da Expedições 20 e 21 para servir como veículo de escape de emergência.